# Bandhorens
De bandhorens (Fasciolaria) vormen een geslacht van slakken uit de familie van de Fasciolariidae.

## Beschrijving
Het voedsel van deze spoelvormige bandhorens bestaat uit andere weekdieren en uit wormen. Enkelen leven in ondiep water op hoge breedten, maar de meesten voelen zich thuis in warm water en dan sublitoraal (onder de waterlijn). De meestal rode huisjes kunnen tot 25 cm hoog worden. Aan de voorzijde bevindt zich een lang, buisvormig verlengstuk, dat het sifonaal kanaal bevat.

## Soorten
- Fasciolaria bullisi Lyons, 1972
- Fasciolaria hollisteri Weisbord, 1962
- Fasciolaria tephrina de Souza, 2002
- Fasciolaria tulipa (Linnaeus, 1758)